# Новоасирийско царство
Новоасирийското царство е историческа държава в Близкия изток, съществувала в периода X-VII век пр.н.е.

## Образуване
Новоасирийското царство се формира в северната част на Месопотамия в края на Средноасирийския период и Средноасирийската империя (14-10 век пр.н.е.). В резултат на реформите, осъществени при управлението на Тиглатпаласар III през 8 век пр.н.е., асирийците създават империя, поглъщайки или унищожавайки Вавилония, Египет, Урарту и Елам. Те са доминираща сила в Западна Азия, Мала Азия, Закавказието, Северна Африка и Източното Средиземноморие. Според историци като Ричард Нелсън Фрай, Новоасирийското царство е първата истинска империя в човешката история. Други са на мнение, че Акадската и Шумерската империя са също претенденти за това постижение.
Арамейският е официален език на империята, заедно с акадския.
В края на VII век пр.н.е. Новоасирийското царство е унищожено от Нововавилонското царство и мидийците.

## Корени на империята
Отначало Асирия е акадско царство, просъществувало от 25 до 24 век пр.н.е. Най-ранните асирийски царе като Тудия са слаби владетели, и след появата на Акадската империя (2334 – 2154 пр.н.е.) те стават подвластни на Саргон Акадски, обединил всички акадско и шумеро-говорещи народи в Месопотамия под едно ръководство.